# Relaciones Albania-Argentina
Las relaciones Albania-Argentina se refieren a las relaciones diplomáticas entre la República de Albania y la República Argentina que pueden que fueron establecidas formalmente el 4 de octubre de 1973 entre la República Argentina y la República Popular de Albania, entes que ya mantenían relaciones informales desde la década de 1950.
Actualmente ninguno de los dos países posee una embajada en el otro. Siendo la misión diplomática albanesa encargada de las relaciones con Argentina la embajada en Brasilia (Brasil); mientras que la misión diplomática argentina encargada de las relaciones con Albania es la embajada en Roma (Italia).

## Historia
Hasta ya entrado el siglo XX, el territorio de Albania estaba incorporado al Imperio otomano, no siendo hasta la primera guerra de los Balcanes que el Estado albanés recuperaría su independencia perdida a finales del siglo XIV tras la derrota del principado albanés en la batalla de Savra.
Sin embargo, los vaivenes políticos de la Europa de entreguerras y en concreto de la península de los Balcanes, no ayudó a la formalización de relaciones diplomáticas de los Estados surgidos tras los colapsos de los imperios austrohúngaro y otomano hasta bien terminada la Segunda Guerra Mundial.
Así, en la década de 1950, se dieron los primeros contactos diplomáticos entre la Argentina de Perón y la Albania comunista de Enver Hoxha como parte de encuentros internacionales de partidos laboristas, en concreto del Partido del Trabajo de Albania y del Partido Laborista de Argentina.
Aunque se dieron unos primeros intercambios, las relaciones entre Albania y Argentina no fueron a más debido a la Ruptura albano-soviética, en la que Argentina se posicionó a favor de la Unión Soviética, enfriando por tanto las relaciones con los albanos.
En la década de los 70, con la ruptura sino-albanesa (Argentina no mantenía buenas relaciones con la China comunista tras la ruptura sino-soviética) y la llegada del Tercer peronismo, Argentina estableció relaciones diplomáticas oficiales con Albania, que a su vez necesitaba de nuevos socios internacionales ya que se acercaba a una situación de autarquía por su situación simultánea de república socialista y ruptura de relaciones con la URSS y la R. P. China. El 4 de octubre de 1973 se establecieron formalmente las relaciones diplomáticas.
Durante la década de los 80 que conduciría a la caída del comunismo en Albania, el régimen de Hoxha abrió una embajada de Albania en Buenos Aires, capital de Argentina, con especial atención al servicio de los inmigrantes albaneses en Argentina. En 1985, tras la sucesión de Hoxha por su muerte, Brasil permitió al embajador en Buenos Aires actuar como embajador ante Brasil de la Albania de Ramiz Alia.
Aunque en la década de los 90, con el nuevo régimen albanés, las relaciones se fortalecieron, pero el estallido de problemas y crisis que azotaron la región balcánica enfriaron notablemente los intercambios bilaterales a comienzos del siglo XXI. Durante la guerra de Kosovo, región yugoslava fronteriza con el norte albanés y poblada mayoritariamente por albanokosovares, afectó a Albania, por la gran recepción de refugiados en su territorio, pidiendo colaboración a emigrantes en otros países a través de sus embajadas, entre ellas, la de Buenos Aires.
En 2009, el embajador de Albania para Argentina y Brasil perdió la representación de Brasil al abrirse una embajada albanesa en Brasilia (Brasil) contando entonces con embajador residente.
En 2014, el ministerio de exteriores albanés anunció el cierre de la embajada en Buenos Aires, como contraprestación a la apertura de una embajada brasileña en Tirana (capital de Albania) el año anterior. A partir del cierre de la embajada, el embajador en Brasil se convirtió en embajador para Brasil y Argentina.